# Vẹt thầy tu đuôi dài

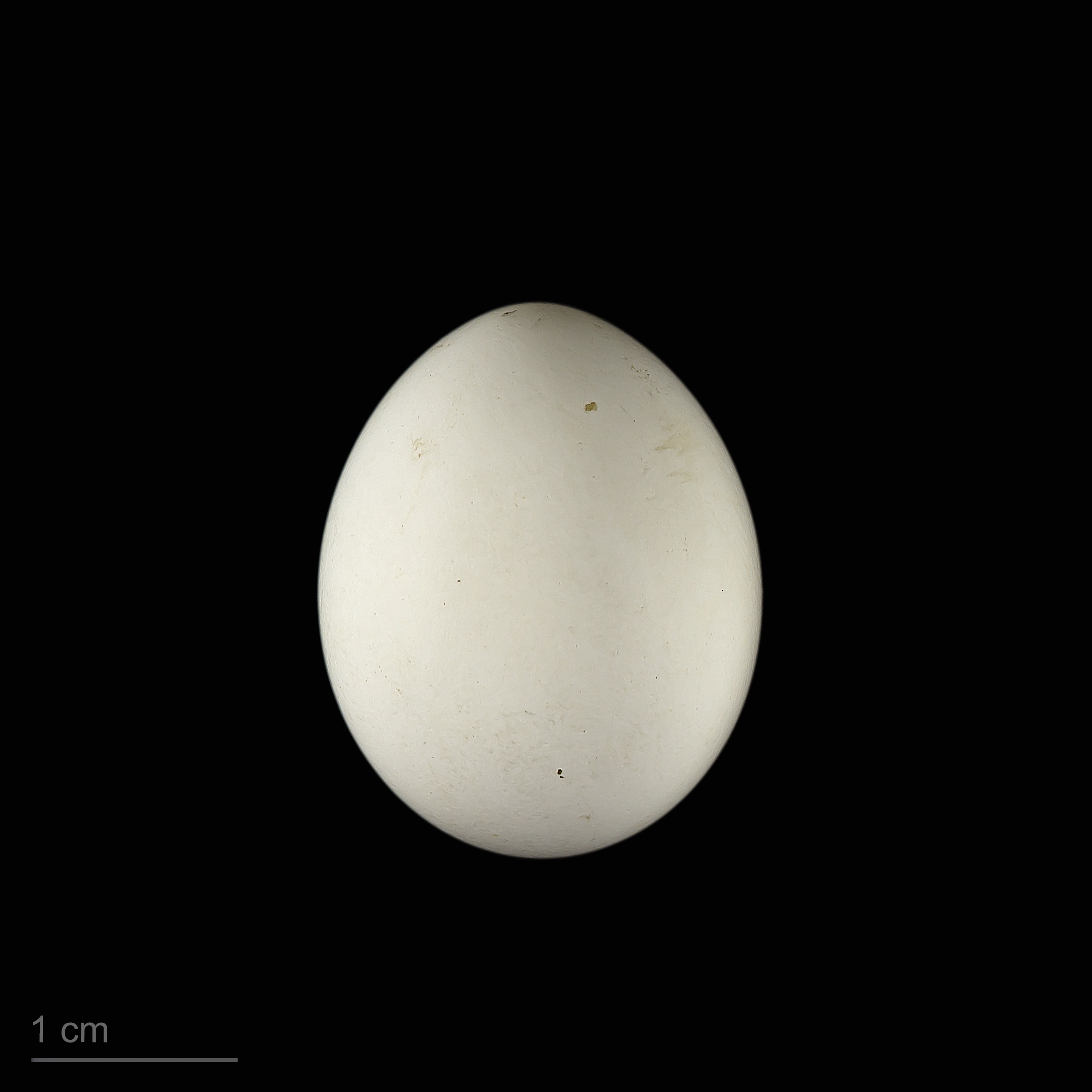
Myiopsitta monachus

Vẹt thầy tu đuôi dài (danh pháp hai phần: Myiopsitta monachus) là một loài chim thuộc họ Psittacidae. Loài này bắt nguồn từ các khu vực ôn đới đến các khu vực cận nhiệt đới của Argentina và các nước xung quanh ở Nam Mỹ. Các quần thể hoang dã tự duy trì diễn ra ở nhiều nơi, chủ yếu là ở Bắc Mỹ và châu Âu. Do kết quả của du nhập, đã có sự thành lập của quần thể vẹt thầy tu đuôi dà ở vài thành phố của Bắc Mỹ, sau khi chúng thoát ra khỏi tình trạng nuôi nhốt